# Evorskwoelmuis
De evorskwoelmuis (Alexandromys evoronensis)  is een zoogdier uit de familie van de Cricetidae. De wetenschappelijke naam van de soort werd voor het eerst geldig gepubliceerd door Kovalskaya & Sokolov in 1980.

## Voorkomen
De soort komt voor in Rusland.